# Virtuális Glóbuszok Múzeuma
A  Virtuális Glóbuszok Múzeuma (VGM) internetes tárlat – amely az ELTE Informatikai Kar Térképtudományi és Geoinformatikai Tanszékén alapított és üzemeltetett online múzeum – 2007-ben „nyitotta meg kapuit”. Elsődleges célja a Magyarországon készült, vagy valamilyen szempontból magyar vonatkozású föld- és éggömbök bemutatása egy virtuális tárlat keretein belül. Azóta folyamatosan bővült a múzeum, amelyben mostanra százötvenkettő glóbuszt találunk (2020. május). A múzeum célja, hogy összegyűjtsön minden, magyar vagy magyar vonatkozású föld- vagy éggömböt és bemutathassa a nagyközönségnek. A honlap elérhetővé tesz olyan glóbuszokat is, amelyek az ország különböző múzeumaiban találhatóak, esetleg állapotuk miatt nem részesei a tárlatoknak, vagy egy magángyűjtemény tagjai, így nincsenek kiállítva. Az eredeti VGM honlapon a glóbuszok portréfelvételei, és alapvető információk mellett fotómozaikból összeállított háromdimenziós modelljei is szerepelnek.
A múzeum alapító szerkesztője dr. Márton Mátyás, a technikai megvalósítás pedig Gede Mátyás munkája.

## Virtuális Glóbuszok Múzeuma
A múzeumban az egyes gömbök VRML modelljén kívül egy háttéradatbázisban megtalálhatók a legfontosabb háttérinformációk is, valamint egy letölthető KMZ fájl is, melyet a Google Earth-ben megnyitva az adott gömb egy ki-bekapcsolható réteggé válik a programban.

## Virtuális Glóbuszok Múzeuma 2.0
A múzeum honlapja 2012-ben technikailag és tartalmilag is megújult. 

### Technikai fejlesztések
A korábbi VRML lejátszó elavulttá vált, ezt felváltotta az X3D modell, amely XML alapú, és örökli a VRML nyelv tulajdonságait. A modell megjelenítéséhez a X3DOM nyílt forráskódú JavaScript függvénykönyvtárat használ a HTML5 dokumentumba ágyazva. A böngészőnek is támogatnia kell a WebGL-t, aminek teljes körű használatához megfelelő grafikai kártya is szükséges. Ennek hiányában az X3DOM függvénykönyvtár egy Flash-alapú megjelenítő segítségével mutatja meg a glóbuszokat. Így a régebbi számítógépeken is megtekinthető a honlap.

### Tartalmi újdonságok
A múzeumban egy új lehetőséggel bővült. A bejelentkezett felhasználók gyűjteményeket hozhatnak létre, és saját tematika alapján csoportokba szervezhetik a glóbuszokat, és leírással bővíthetik a gyűjteményt bármely nyelven. Az így elkészült gyűjtemények szabadon megtekinthetőek és megoszthatóak.
A tárlat folyamatosan gyarapodik, ezt a hírek, újdonságok menüpont jelzi.
Mindhárom glóbuszfajta – a mindenki által ismert földgömbök, a ritkább éggömbök és a valójában kevesek által ismert ún. armilláris szférák (gyűrűs tekék vagy csillagászati gömbök) – bemutatására szolgál a múzeum.

## Érdekességek
2019 végén vált láthatóvá mindenki számára a Perczel-glóbusz pontos mása a Széchényi Könyvtárban. A földgömb készítésének 150. évfordulójára a földgömböt jelentős munkával digitalizálták, az ELTE Térképtudományi és Geoinformatikai Tanszékének munkatársai és hallgatói rengeteg időt és energiát belefektetve elkészítették a virtuális másolatát, majd 2019-ben három példányban fizikailag is legyártották az eredeti méretben: egyet-egyet az Országos Széchényi Könyvtárban, az Eötvös Loránd Tudományegyetemen és a miniszterelnöki irodában, a budai egykori karmelita kolostorban őriznek. A Térképtudományi és Geoinformatikai Tanszék 2008 májusában kereken kilencszáz, nagy felbontású fényképfelvételt készített az eredeti Perczel-földgömbről. A képek feldolgozásával készült el a mai állapotot bemutató 3D-s modell, azaz létrejött a Perczel-glóbusz állapotrögzítő digitális hasonmása, amelynek egy kisebb felbontású változata látható a Virtuális Glóbuszok Múzeumában.

## A Múzeum weboldala
- A múzeum weboldala